# عبد القادر صالح
عبد القادر صالح ملقب به حجی مارع و أبو محمود (انگلیسی: Abdul Qader Saleh)؛ (۱۹۷۹ – ۱۸ نوامبر ۲۰۱۳) در شهر مارع در حومه حلب به دنیا آمد. او از مؤسسان تیپ توحید بود و به عنوان فرمانده این تیپ تا روز درگذشتش در ۱۸ نوامبر سال ۲۰۱۳ فرمانده نظامی تیپ توحید بود. او در حالی که در مدرسه پیاده در حومه حلب با تنی چند از فرماندهان تیپ توحید نشست داشت هدف بمباران قرار گرفت و جان خود را از دست داد. او برای دیگر گروه‌های اپوزیسیون سوریه فردی شناخته شده بحساب می‌آید.

## انقلاب سوریه
عبد القادر صالح یکی از اولین سازمان‌دهندگان فعالیت‌های مسالمت‌آمیز و تظاهرات در شهر محل تولدش مارع بود ولی با شروع انقلاب در سال ۲۰۱۱ به عمل نظامی پیوست. ساکنان شهرک مارع او را به عنوان فرمانده گردان محلی خود انتخاب کردند. سپس او تعدادی گروه مسلح را با هم متحد کرد و تیپ توحید را با آن‌ها تشکیل داد. این تیپ یکی از اولین تشکلهای نظامی اپوزیسیون در حومه شمالی حلب بحساب می‌آید. گفته می‌شود که او بسیاری از زمین‌هایش را فروخت تا با پول آن بتواند برای افرادش تسلیحات تهیه کند.

## تیپ توحید
عبدالقادر صالح اولین فرمانده گروه مسلحی است که قبل از تشکیل تیپ توحید علیه رژیم بشار اسد می‌جنگید. پس از تشکیل تیپ توحید در ژوئن ۲۰۱۲ عزیز سلامه به عنوان فرمانده کل و عبدالقادر صالح به عنوان فرمانده عملیات نظامی آن انتخاب شدند. او بسیاری از عملیات‌های مسلحانه علیه نظامیان اسد را در حومه شمالی حلب انجام داده‌است.. از مهم‌ترین عملیاتی که او در آن شرکت داشت، عملیات تصرف شهر اعزاز در مناطق مرزی سوریه و ترکیه و نیز تصرف شهرکهای الراعی، جرابلس و بسیاری شهرک‌های بزرگ در حومه شمالی حلب را می‌توان نام برد.
تیپ توحید از اولین تشکلهای بزرگ نظامی است که با اتحاد گروه‌های رزمنده سوری در منطقه حلب و حومه آن تشکیل شد. این تیپ اولین یکان نظامی است که توانست وارد شهر حلب شود. این تیپ در مناطق صلاح الدین، صاخور، سیف الدوله جنگید و در این عملیات بود که اهمیت عبد القادر صالح برجسته شد.
تیپ توحید توانست ۲۷۵ رزمنده را در اولین روزهای جنگ حلب تحت فرماندهی احمد یوسف جانودی به این شهر وارد کند. جانودی کسی است که به‌دست عناصر اسد کشته شد. صالح در روز دوم جنگ حلب توانست ۵۰۰ رزمنده را وارد شهر حلب کند.
صالح در بسیاری درگیری‌هایی که در ابتدای سال‌های انقلاب سوریه در شهر حلب وجود داشت شرکت کرد. از جمله این عملیات می‌توان به تهاجم به مرکز امنیتی اسد در محله‌های نیرب، شعار، هنانو، صالحین، مقر جیش الشعبی، مدرسه پیاده حلب و بیمارستان الکندی اشاره کرد.

## شرکت در نبرد القصیر
در خارج حلب نیز در عملیات بزرگی به همراه صدها رزمنده وابسته به تیپ توحید شرکت داشت. عبد القادر صالح یکی از نادرترین افرادی است که برای یاری رساندن به گروه‌های مسلح سوری در جنگ القصیر شرکت داشت. در این جنگ که در سال ۲۰۱۳ اتفاق افتاد عناصر سپاه پاسداران رژیم ایران به همراه نظامیان بشار اسد تلاش کردند تا شهر القصیر را به کنترل خود درآورند. این جنگ ۱۸ روز طول کشید و سر انجام به دلیل اینکه تمامی گروه‌های مسلح اپوزیسیون سوریه دست به بسیج نیرو جهت دفاع از شهر نزدند نهایتاً شهر به دست ارتش بشار اسد افتاد.
صالح در فرماندهی عملیاتی که در استان حما وجود داشت نیز شرکت کرد. یکی از جمله عملیاتی که در حومه استان حما انجام شد عملیات «قادمون یا حما» بود که به‌دنبال آن در حومه جنوبی شهر حلب در درگیری‌های السفیره شرکت کرد.

## ساختار تیپ توحید
تیپ توحید بیش از ۱۰۰۰۰ رزمنده دارد. این رزمندگان به سلاحهای سبک، نیمه سنگین و مقدار کمی مسلسل و موشک‌اندازهای ضدتانک هستند. علاوه بر آن تیپ توحید مقداری تسلیحات سنگین را نیز از انبارهای تسلیحاتی بشار اسد مصادره کرد که در میان آن‌ها تانک و نفربر زرهی نیز وجود داشت.
تیپ توحید با تلاش‌های عبد القادر صالح میان گروه‌های تندرو و رزمندگان ارتش آزادی سوریه نقش میانجی را باز می‌کرد. او همین نقش را در شهر اعزاز میان تیپ عاصفه الشمال و داعش بازی کرد.
علاوه بر این فعالیت‌ها صالح در متحد کردن گروه‌های تند رو اسلامی سوریه نقش مهمی داشت. در این رابطه بود که صالح چندین بار هدف طرح ترور قرار گرفت. رژیم بشار اسد برای کشتن یا دستگیر کردن او مبلغ ۲۰۰ هزار دلار جایزه گذاشت.

## درگذشت
پس از بمباران مدرسه پیاده‌نظام یا مدرسه شهید ابوفرات فرمانده عملیات توحید صالح زخمی شد. او در نشستی که با فرماندهان تیپ توحید داشت بر سر طرح تصرف تیپ ۸۰ در نزدیکی فرودگاه حلب گفتگو کرده بود. عبد القادر صالح بعد از این بمباران دچار جراحت زیادی شد و در هجدهم نوامبر سال ۲۰۱۳ در یکی از بیمارستانهای شهر غازی عنتاب ترکیه در گذشت. او را بنا به وصیتش در شهر مارع در قبری دفن کردند که او با دستهای خودش آن را حفر و آماده کرده بود.